# Dindori
Dindori là một thị xã và là một nagar panchayat của quận Dindori thuộc bang Madhya Pradesh, Ấn Độ.

## Địa lý
Dindori có vị trí 22°57′B 81°05′Đ / 22,95°B 81,08°Đ Nó có độ cao trung bình là 640 mét (2099 feet).

## Nhân khẩu
Theo điều tra dân số năm 2001 của Ấn Độ, Dindori có dân số 17.413 người. Phái nam chiếm 52% tổng số dân và phái nữ chiếm 48%. Dindori có tỷ lệ 71% biết đọc biết viết, cao hơn tỷ lệ trung bình toàn quốc là 59,5%: tỷ lệ cho phái nam là 79%, và tỷ lệ cho phái nữ là 62%. Tại Dindori, 13% dân số nhỏ hơn 6 tuổi.